# El lliri blanc
El lliri blanc (L'Iris blanc en francès) és el quarantè àlbum de còmic d'Astèrix, publicat el 26 octubre del 2023, amb guió, per primera vegada, per Fabcaro i dibuixat per Didier Conrad. Segons va explicar Fabcaro, la seva feina era com interí per donar temps a Jean-Yves Ferri, el guionista dels àlbums anteriors, a continuar la seva sèrie de còmics paròdics sobre Charles de Gaulle.

## Argument
Cèsar ja no pot motivar les seves tropes. Ja no volen treballar ni lluitar contra els seus enemics gals. És llavors quan arriba una campanya publicitària amb un home, Dosventus, que assegura tenir una tècnica per motivar qualsevol persona en molt poc temps. Aquest és el mètode del «lliri blanc», que consisteix a mantenir la calma en cas de discussió i recitar màximes o refranys. Cèsar, convençut, decideix utilitzar aquest mètode per a les seves guarnicions. Dosventus arriba al poble gal. Alguns dels vilatans com Bonamina, Ordralfabètix o l'Esautomàtix queden convençuts per aquest mètode i l'apliquen quan parlen.
Astèrix fa perdre els nervis a Dosventus, qui decideix capturar Bonamina per lliurar-la al Cèsar. Per això decideix portar-la a Lutècia amb el pretext d'ensenyar-l'hi perquè Bonamina sempre ha volgut viure a Lutècia i perquè ella vol tornar a veure el seu germà Homeopàtix.
La desaparició de la Bonamina fa infeliç Abraracúrcix i, per tant, Astèrix i Obélix el porten a Lutècia per trobar-la. Durant una actuació de Boxòfix a la qual assisteixen Dosceventus i Bonamina, l'Abraracúrcix, l'Astèrix i l'Obélix troben la dona del cap i aquesta descobreix que Dosventus la volia entregar al Cèsar, que apareix al mateix temps. Bonamina es reuneix amb amb el seu marit, i Astèrix i Obèlix per tornar al poble gal.

## Anàlisi

### Personatges i picades d'ullet
El personatge de Dosventus es va inspirar fortament en un adepte als aforismes, Paulo Coelho. Des del punt de vista gràfic, es va inspirar inicialment tant en Bernard-Henri Lévy com en Dominique de Villepin.
El tribú militar assegut a la dreta de Juli Cèsar s'assembla a Denis Olivennes, que entre altres càrrecs va ser director adjunt de recursos humans d'Air France, president i CEO de Fnac i codirector del diari Libération (p. 6).
A la pàgina pàg. 29, l'AVG (Alta velocitat gal·la) i l'ADIC (Administració d'Infrastructures Carroviàries són paròdies dels equivalents francesos de l'AVE i d'ADIF. A l'original C.G.V. (Char à Grande Vitesse) i S.N.C.F. (Société Nouvelle des Cars et du Foin), parodiant TGV i SNCF respectivament.
El carrinette (pàg. 36) i l'estació Carrireting (Carri'Lib a l'original, pàg. 42), són les versions antigues de patinet i les estacions de bicing a la versió adaptada (a l'original, Vélib o Autolib de París).
Un dels personatges del grup d'amics de Dosventus, convidat a la taverna del grec Quatremixos (Lédeumagos a l'original, pàg. 35), visitant del Museu de Branlix (Kébranlix a l'original, pàg. 38) i espectador a les arenes de Lutècia (pàg. 47), s'assembla a l'autor de l'àlbum, Fabcaro.
Els artistes i les obres exposades al Museu de Branlix (pàgina 38) fan referència respectivament a Banksy (Banksix), Boltanski (Boltanskix), Andy Warhol (Andiuarhov) i Malèvitx (Malèvix).
El llogater del Charrireting s'assembla a l'actor Vincent Lacoste (pàgina 42). Aquest últim va interpretar anteriorment el paper del jove Goudurix a la pel·lícula Astérix et Obélix : Au service de Sa Majesté, estrenada el 2012.
L'actor Boxoffix, de la Comédie-Gauloise interpretant Tot esperant els Gotots (En attendant Godos a l'original) a les arenes de Lutècia, adopta els trets de l'actor Jean Rochefort (pàgines 43 i següents). L'obra Tot esperant Gotots evoca l'obra Tot esperant Godot de Samuel Beckett.
S'esmenten diversos llocs turístics de la capital francesa: el Moulin Rouge (pàg. 35), el restaurant Les Deux Magots (la taverna del grec Lédeumagos a l'original, traduït com Quatremixos, pàgina 35), el museu Quai Branly - Jacques Chirac (Museu Kébranlix, traduït com Branlix, pàgina 38), una font Wallace (pàg. 40), les arenes de Lutècia (pàg. 43).
Els animals de la sèrie paral·lela Ideafix i els Irreductibles (el gos Turbine i el gos Padgachix) apareixen per primera vegada a l'estació de l'AVG. (pàg. 32) i posteriorment davant del Museu Branlix, acompanyats del vell colom luteci Asmàtix (pàg. 38).

### Cites paròdiques i adaptació
El còmic conté un gran nombre de frases pronunciades per francesos, més recordades pel públic francès que pel català. A la traducció, de Daniel Cortés Coronas, en molts casos s'han adaptat a frases pronunciades per catalans, o bé s'han canviat jocs de paraules intraduïbles, tractant de produir un efecte similar al que tindria un lector francès en llegir l'original.
- Mais oui! On met des sesterces de dingue dans ce village gaulois qui résiste encore et toujours! (pàg. 6), pronunciat per Brutus en referència a la frase «Un pognon de dingue!» (diners bojos) pronunciada per Emmanuel Macron.[4] En català s'ha adaptat a una frase de l'entrenador Josep Guardiola: No patiu! Si ens aixequem ben d'hora i ens posem a lluitar contra aquests gals, som imparables![5]
- "Si tu veux la guerre, prépare la paix?" Mouais… (pàg. 7), inversió del centurió Portsinclosus (Sipilinclus a l'original) de la locució latinae Si vis pacem para bellum («Si vols la pau, prepara la guerra»), atribuïda a l'autor romà Vegeci. En aquest cas s'ha adaptat literalment: "Si vols la guerra, prepara la pau?"
- Et comme tu dirais: «On ne peut pas tremper mille fois mille personnes» (pàg. 14), dirigida d'Astérix a Dosventus amb un joc de paraules entre tromper/tremper en referència a una rèplica de la pel·lícula d'Alain Berbérian La Cité de la Peur.[6] S'ha traduit com «No pots trompar tothom tot el temps» oi?
- Oui, le fameux "esprit sain dans un porcin" (pàg. 16), que parodia l'expressió "Mens sana in corpore sano" en francès, extreta de la desena Sàtira de Juvenal popularitzada per una variant formulada per Pierre de Coubertin. En la versió en català Astèrix pronuncia «Menjar porc i pair bé».
- Que la Force soit avec nous! (pàg 27) fa referència a la saga La guerra de les galàxies.[7] S'ha pogut traduir literalment, «Que la força ens acompanyi!»
- Toupie ou pas toupie, telle est la question (pàg. 45), al·lusió a la cèlebre frase «To be or not to be» en anglès a l'original del monòleg de Hamlet, de William Shakespeare. A la versió en català s'ha adaptat a una altra frase del mateix monòleg: «Molí, dormir... I potser somiar...»
- Ça mérite trois "L" dans Lutècerama! (pàg. 47), en referència al sistema de notació del setmanari cultural Télérama. S'ha modificat com un comentari sense relació.
- Homme libre, toujours tu chériras la mer! (pàg. 47), al·lusió al poema de Charles Baudelaire L’Homme et la Mer, present a Les flors del mal. S'ha traduït literalment: «Home lliure, per sempre t'estimaràs la mar.»

### Cançons
Cantada per Abraracúrcix (pàgina 15):
- Mais voilà, j'habite en Gaule, et la Gaule c'est pas du tout c'qu'on dit..., parodiant J'habite en France de Michel Sardou.[8] S'ha adaptat a un cançó amb un sentit similar: País petit de Lluís Llach: És així com m'agrada a mi, malalt d'amor pel meu poblet.[a]

Cantada per Assurancetourix (pàgines 20 i 21):
- Glaive lève-toi et danse à Gergovie..., és una picada d'ullet a Ève lève-toi de Julie Pietri.[b]
- Besoin d'Orion envie de Troie...,[8] fa referència a Besoin de rien, envie de toi de Peter et Sloane.
- On s'était dit rendez-vous dans Byzance..., fa referència a Place des Grands Hommes de Patrick Bruel.[c]
- Légionnaire particulier, cherche légionnaire particulière...,[8] fa referència a Partenaire particulier del grup Partenaire particulier..[d]
- Alésia boire un p'tit coup à la maison..., fa referència a Viens boire un p'tit coup à la maison del grup Licence IV.

S'han substituït per cançons d'Els Pets (Tarragona m'esborrona i Jo anava per milionari), Sopa de Cabra (El boig de la ciutat), Glaucs (Els teus ulls glaucs) i Ara va de bo (Ampolla de vi).

## Acollida
Com en tots els àlbums d'Astèrix, la campanya publicitària estava ben greixada. Deu mesos abans de l'estrena, el desembre de 2022 es publica un tràiler i es revela que un nou guionista, Fabcaro, succeeix a Jean-Yves Ferri. El títol es va anunciar el març de 2023, seguit de la publicació de visuals, una portada provisional i, en plena temporada literària, una sèrie de tires en diaris associats que no apareixeran a l'àlbum però que en presenten un tast.

La portada real només s'havia de revelar, segons tota la lògica i les campanyes dels àlbums anteriors, uns deu dies abans de la publicació. Però el dijous 7 de setembre de 2023, un membre d'un grup de Facebook dedicat al món d'Astèrix va veure una còpia de The White Iris venuda per 9 € de «segona mà» per un usuari de Vinted, tot i que se suposava que encara no s'havia publicat. La portada, que normalment es manté en secret durant unes setmanes més, es va revelar així. El webzine cultural belga Branchés Culture es va apoderar de la informació i les Éditions Albert-René no van tenir més remei, l'endemà a la tarda, que oficialitzar aquesta portada.

La tirada inicial de l'àlbum, incloses les traduccions, va ser de cinc milions de còpies. Després de deu dies al mercat, es van vendre 511.500 exemplars a França. Va acabar 2023 amb 1,5 milions d'àlbums venuts, dominant àmpliament la llista dels més venuts de l'any a França.